# 何學林
何學林（1761年—1817年），字昌森，號茂軒，贵州開州（貴州省開陽縣）人，清朝政治人物、同進士出身。

## 生平
乾隆五十八年（1793年）癸丑科進士，三甲三十一名，改翰林院庶吉士，散館授檢討，历官山西道監察御史、湖南學政、工科給事中等，升浙江杭嘉湖道，署布政使，兼署按察使。